# Чарльз, Пирс
Пирс Джозеф Чарльз (англ. Pierce Joseph Charles; родился 21 июля 2005, Манчестер, Англия) — североирландский футболист, вратарь клуба «Шеффилд Уэнсдей» и сборной Северной Ирландии.

## Клубная карьера
Пирс Чарльз родился в Манчестере и в раннем возрасте начал заниматься футболом в академии «Манчестер Сити», а в 2020 году присоединился к клубу «Шеффилд Уэнсдей». 26 января 2024 года дебютировал за клуб в матче Кубка Англии против «Ковентри Сити».

## Карьера в сборной
Выступал за сборные Северной Ирландии до 19 лет, до 21 года, а также за главную сборную, за которую дебютировал 12 октября 2024 года в матче Лиги наций против Беларуси.

## Семья
Старший брат Пирса Шей — тоже профессиональный футболист.